# Walter Jertz
Walter Jertz (Maguncia, Zona de ocupación francesa, 31 de mayo de 1945) ha sido comandante del contingente de la fuerza aérea de la operación IFOR-OTAN en la ex Yugoslavia y el comandante del contingente de AIRSOUTH (OTAN).

## Biografía
Walter Jertz de la Fuerza Aérea de Alemania (Luftwaffe) nació el 31 de mayo de 1945 en Maguncia, Alemania. se unió a la GEAF en 1965. Sus más de 3.400 horas del vuelo se congregaron principalmente en el F-104 y el Panavia Tornado. Más recientemente, fue el comandante de la Primera División Aérea Alemana. 
En 1965 se incorporó a la Fuerza Aérea alemana (Luftwaffe) como candidato a oficial aviador.
De 1965 a 1966 realizó el entrenamiento como Oficial de la Fuerza Aérea. Desde 1966 hasta 1969 llevó a cabo el entrenamiento de Pilotos ( Prop / Jet ) practica realiazada en Alemania y Estados Unidos.
De 1969 a 1973 fue piloto de combate F- 104G en el bombardero de combate Wing Ready 31 " Boelcke " de Nrvenich y de 1973 a 1975 fue Oficial de Operaciones de Personal Flying Group, caza bombardero Ala 31 "B " también de Nrvenich. En el período 1975-1976 llevó a cabo Operaciones de Personal Funcionario, segunda Escuadrilla, caza bombardero Ala 31 " B " de Nrvenich.
En el período que comprende de 1976 a 1978 realizó el curso de Comando y de Estado Mayor de la Fuerzas Armadas de Comando y Estado Mayor Federal en Hamburgo.
De 1978 a 1980 formó parte del Escuadrón primera Escuadrilla, caza bombardero Ala 31 "B " (F- 104G) en Nrvenich. Por otra parte entre 1980 a 1982 fue Jefe de la Subdivisión "Explotaciones", 3 ª División Aérea GE (A3b) en Kalkar.
De 1982 a 1985 fue Comandante del Flying Group, caza bombardero Ala 31 "B " (F- 104G ) , Nrvenich y en 1983 de la Formación MRCA / TORNADO.
Entre 1985 y 1987 fue Jefe de División de Operaciones en la base cuarta de la Fuerza Táctica Aliada en Heidelberg.
De 1987 a 1990 se desempeñó como comandante del bombardero de combate Wing 32 en Lechfeld.
Desde 1990 a 1992 se desempeñó como Jefe de División , Ataque / Aire Aire en las operaciones de Transporte, Ministerio Federal de Defensa, Personal del Aire en Bonn, 1992-1994 fue Jefe de Rama, y el Comando de Operaciones Aéreas en el Ministerio Federal de Defensa Aérea y Personal en Bonn.
1994-1996 Jefe de Estado Mayor, TAC Sur y en 1995 del Comandante del Contingente AIRSOUTH
De 1995 hasta 1996 fue Comandante de la IFOR (AIR) y en 1996 Comandante de la División Aérea primera.

## Vida personal
Jertz y su esposa tienen un hijo y una hija. Además es autor del libro : " Tornados sobre Bosnia ".